# Mit moderland
Mit moderland (russisk: Моя Родина) er en sovjetisk film fra 1933 af Iosif Chejfits og Aleksandr Sarchi.

## Medvirkende
- Bari Haydarov som Van
- Gennadij Mitjurin
- Aleksandr Melnikov som Vasja
- Janina Zjejmo som Olja
- Yun Fa-shu